# Полянка (Львовская область)
Полянка (укр. Полянка) — село в Пустомытовской городской общине Львовского района Львовской области Украины.
Население по переписи 2001 года составляло 471 человек. Занимает площадь 2,27 км². Почтовый индекс — 81119. Телефонный код — 3230.